# マレーシア国立宇宙局
マレーシア国立宇宙局（マレーシアこくりつうちゅうきょく、マレーシア語：Agensi Angkasa Negara, ANGKASA、英語：Malaysian National Space Agency, MNSA）は、マレーシア国立の宇宙機関。

## 概要
- 設立：2002年
- 行政官：Dr Mustafa Din Subari
- URL：Agensi Angkasa Negara

## アンカサワン計画
アンカサワン計画（Angkasawan program）は、マレーシア人宇宙飛行士を育成し、国際宇宙ステーションへ派遣することを目的とするマレーシア政府による宇宙計画。2007年10月10日、マレーシア初の宇宙飛行士となったシェイク・ムザファ・シュコアを輩出した。

### 宇宙空間でのムスリム
ムスリム宇宙飛行士のための儀式作法ガイドラインを作成した。
2006年4月、宇宙空間でのイスラム作法を研究する会議を開催した。

## 人工衛星
外国からの購入機材、国産機材の両方を使用する。
- TiungSAT-1：2000年打ち上げ。地球画像、気象観測、宇宙線測定、データ貯蓄、通信。
- MEASAT (Malaysia East Asia Satellite)：1996年打ち上げ(MEASAT-1, MEASAT-2)、2006年打ち上げ(MEASAT-3)、通信衛星。
- RazakSAT ： 2009年打ち上げ、地表調査。

## ロケット開発
2001年以降、ANGKASAは日本の協力を受け、純国産ロケットを開発している。

## 参照
1. ↑  Interstellar Ramadan
2. ↑  Malaysian Conf. Probes How Muslim Astronauts Pray
3. ↑  http://www.atsb-malaysia.com.my/main.html Astronautic Technology (M) Sdn. Bhd., ATSB
4. ↑  “アーカイブされたコピー”. 2009年5月13日時点のオリジナルよりアーカイブ。2010年9月27日閲覧。

- "Malaysia has high hopes for Moon" by Jonathan Kent, BBC News, August 28, 2005, retrieved July 7, 2006
- Malaysian astronauts to spin top